# 罗马 (电视连续剧)
《罗马》（英語：Rome）是一部英国、意大利及美國合作拍摄播出的历史剧集电视连续剧，由Bruno Heller、约翰·米利厄斯、和William J. MacDonald创作。 第一季於2005年8月28日到11月20日在美国HBO台播出，随后于2005年11月2日到2006年1月4日在英国BBC二台播出 ，2006年3月17日到2006年4月28日在意大利Rai Due频道播出。第二季从2007年1月14日到3月25日在美国HBO播出。
《罗马》描述了古羅馬從共和國走向帝國的歷史，起自凱撒入侵高盧，截至馬克·安東尼之死以及第一位皇帝奧古斯都的崛起。本剧的两位主人公陸西亞·弗羅納斯（Lucius Vorenus）和提鐸斯·普羅（Titus Pullo）雖然只是普通古羅馬士兵，但他們卻不知不覺間參與甚至影響了不少重大歷史事件。
这部剧集在HBO和BBC收视率颇高。 《罗马》一直深受媒体关注，并获得多项奖项及提名。制作人之一的Heller在2008年12月表示，电影版《罗马》在制作之中。本剧覆盖多个拍摄地点，但最主要的拍摄地是意大利的 Cinecittà studios 。

## 剧情
本剧主要记录了那些历史上声名显赫的大人物的经历，但同时也聚焦于两个普通人的生活： 陸西亞·弗羅納斯和提鐸斯·普羅。这两名羅馬士兵曾在恺撒的《高卢战记》中被提及。 虚构化的弗羅納斯和普羅在剧集中见证和影响了诸多历史事件。
第一季描绘了尤利乌斯·恺撒公元前49年对抗羅馬元老院中保守派（贵人派）内战、恺撒成为獨裁官、以及他的死亡。时间起自高卢战争末端（公元前52年或罗马建城纪年701年），到公元前44年3月15日恺撒遇刺结束。 除了这一系列激烈的历史事件，剧集同时展现了屋大维的青少年时代，他日后成为了羅馬的第一位皇帝，即奥古斯都。第二季记录了凯撒遇刺后，屋大维与马克·安东尼的权力斗争，时间跨度上起公元前44年恺撒之死，下至公元前31年屋大维在亚克兴角 赢得对安东尼的最终胜利。

## 演员
- 凯文·麦克基德 饰演 陸西亞·弗羅納斯（英语：Vorenus and Pullo）(第一、二季)

一名忠诚、传统的羅馬士兵。他在个人信仰、对上级的职责以及家庭和朋友等众多矛盾因素之间挣扎着寻找平衡。这一人物的原型来自历史上的同名羅馬士兵，他曾在尤利乌斯·恺撒的《高卢战记》中被提及。
- 韋·史提芬遜 饰演 提鐸斯·普羅（英语：Vorenus and Pullo） (第一、二季)

一名友善、乐观、无所顾虑的士兵，有着海盗般的道德观、享乐主义者般的好胃口，全无个人责任感可言，内心却深藏着理想和诚恳。这一人物的原型同样来自于尤利乌斯·恺撒撰写的《高卢战记》和《内战记》中所载人物。
- 塞伦·希德 饰演 尤利乌斯·恺撒（第一季主角，第二季配角）

与史实人物非常接近 –  恺撒雄心勃勃，做事不择手段。他的目的、意图通常难以揣测，从而使他的谋划纷繁复杂，同时考验其他人对他的忠诚度。他把自己包装成与平民阶层携手并肩的改革者，尽管他本人实乃贵族中的一员。他对其手下败将充满怜悯，为他们的死亡而悲恸；当他们屈膝求和时，他也乐于接受。
- 簡尼夫·紀咸（英语：Kenneth Cranham） 饰演 格奈乌斯·庞培 (第一季)

一位传奇般的将领，却已然英雄迟暮。他努力要恢复往日的荣耀，同时为共和国的利益而战。史实中的格奈乌斯·庞培是一位与恺撒一样雄心勃勃的羅馬将军和政治家。他选择与贵人派结盟，一同反对恺撒，拥护传统的共和国体制。
- 寶莉·獲加（英语：Polly Walker） 饰演 阿提娅（Atia of the Julii） (第一、二季)

尤利乌斯·恺撒的侄女、屋大维和屋大薇的母亲。 她被描绘为一名欢快而毫无道德可言的机会主义分子。她依靠家族势力和性关系与羅馬最有权势的人结交，使她自己成为在羅馬城颇具影响力的人物。Atia 与历史上的同名人物联系不大，历史上对这一人物的记载也极少。 《罗马》的历史顾问Jonathan Stamp 以历史人物Clodia为这一人物的基本原型。
- 占士·貝利科 饰演 马克·安东尼 (第一、二季)

一位羅馬将军、政治家。在第一季中，他是尤利乌斯·恺撒的亲密支持者。而在第二季中，他为了羅馬共和國的最高权力与屋大维进行激烈争斗，最终败北，以历史人物马克·安东尼为原型。
- 托比亞·曼齊司 饰演 马尔库斯·尤尼乌斯·布鲁图 (第一、二季)

在矛盾中挣扎：一边是他所坚信的真理，另一边则是他对一个父亲般的人物的忠诚于热爱。历史上的马尔库斯·尤尼乌斯·布鲁图是谋杀盖乌斯·尤利乌斯·恺撒的诸人中最出名的一位，同时也是随后的羅馬內戰中的关键角色，以历史人物马尔库斯·尤尼乌斯·布鲁图为原型。
- 琳賽·鄧肯 飾 賽維里雅（Servilia of the Junii） (Season 1 and 2)

马尔库斯·尤尼乌斯·布鲁图的母親，有婦之夫尤利乌斯·恺撒的情人，阿提娅的敵人。以历史人物塞薇利娅·加比奥尼为原型。

## 播映及DVD

### 取消及未來
2008年2月27日一段Movieweb.com的訪問中，Ray Stevenson主演的電影版在發展階段，劇本仍然在編寫。2008年12月Heller確定說過「電影版製作」亦說了，「正在製作，直到完成為止。」

### 家庭裝發布
2006年8月15日，完整的《罗马》第一季是以6碟（一區制式）裝套盒形式於美國發布。它由HBO Home Video配送。主要賣點是：它不僅包含了全部12集內容，同時也包含了幾個額外的DVD內容，如劇集評論、幕後片花和製作特輯。2006年7月24日，同樣的套裝（刪除了劇集預覽及回顧）以二區制式發行，標題同樣為Rome: The Complete First Season。
2007年8月7日，第二季於北美發行，也同樣是一區制式，而二區制式的於2007年9月10日以同樣的名字發行。
2009年11月17日Rome: The Complete Series按藍光光碟格式於北美發行。

## 參註
1. ↑  Brian Gallagher. . MovieWeb.com. 2008  [2009-04-25]. （原始内容存档于2008-02-29）.
2. ↑  Rome: Second Season DVD - MovieWeb.com 的存檔，存档日期2007-09-30.

## 外部連結
- 官方网站 at hbo.com
- 官方网站 at bbc.co.uk
- 官方网站 at RAI.it
- 互联网电影数据库（IMDb）上《Rome》的资料（英文）